# ألان واتسون (ساحر استعراضي)
ألان واتسون (بالإنجليزية: Alan Watson) هو ساحر استعراضي نيوزيلندي، ولد في 26 نوفمبر 1950 في ويلينغتون في نيوزيلندا.